# Волкустичи
Волкустичи — село в Унечском районе Брянской области в составе Березинского сельского поселения.

## География
Находится в центральной части Брянской области на расстоянии приблизительно 12 км на юго-восток по прямой от районного центра города Унеча.

## История
Основано не позднее первой половины XVII века. Во второй половине XVII века — владение стародубского магистрата, с 1709 года отдано Д. Скорупе, позднее во владении Сулим. Церковь Святого Николая упоминается с начала XVIII века до начала XX века (деревянная, закрыта в 1944 году, не сохранилась). В конце XIX века в селе был устроен винокуренный завод. До 1781 года входила в Новоместскую сотню Стародубского полка. В 1859 году здесь (село Кустичи Стародубского уезда Черниговской губернии) учтено было 40 дворов, в 1892—82. На карте 1941 года отмечено как Волокит-Кустичи с 100 дворами.

## Население
Численность населения: 341 человек (1859 год), 533 (1892), 653 человека (1926 год), 304 (1979), 92 человека (русские 100 %) в 2002 году, 48 в 2010.